# Georg Jakob Schäblen
Georg Jakob Schäblen (* 20. Februar 1743 in Harburg (Schwaben); † 30. April 1802 in Oettingen) war ein deutscher lutherischer Theologe, Pfarrer, Schriftsteller, Pietist und Volkspädagoge.

## Leben
Georg Jakob Schäblen wurde am 20. Februar 1743 in Harburg (Schwaben) als Sohn von Johann Friedrich Schäblen geboren. Sein Vater war Organist und Mesner zu St. Barbara. An den Universitäten Jena und Altdorf studierte er Theologie. Außerdem trat er in Jena der Lateinischen Gesellschaft und in Altdorf der Willschen Gesellschaft, die von dem Professor für Philosophie Georg Andreas Will 1756 gegründet wurde, bei. Das Studium beendete er im März 1765 mit der Dissertation De tropo paideias sine detrimento veritatis in Theologia vario und promovierte bei Johann Bartholomäus Riederer.
Danach kehrte er nach Oettingen zurück, wo ihm Generalsuperintendent Georg Adam Michel 1766 das Amt des Waisenhausinspektors übertrug. Es folgte der Aufstieg 1770 zum Diakon  und ein Jahr später zum Archidiakon an der evangelischen Stadtpfarrkirche St. Jakob. 1780 übernahm er auch noch das Amt des Stadtpfarrers.
In die Dienstzeit in Oettingen fällt Schäblens Tätigkeit als Volkspädagoge. Im Zeitalter der Aufklärung und der Klassik wollte er den Menschen der niederen Stände im damaligen Fürstentum Oettingen das Interesse an Bildung und die Förderung des Lesens  näher bringen. Für Schäblen stand hierbei im Vordergrund nicht nur die Verbreitung von Wissen, sondern entsprechend seiner pietistischen Haltung auch die Vertiefung des Glaubens. Seine Motivation und seine pädagogische Herangehensweise für seine Arbeit als Volksaufklärer wird im Eingangswort zu seinen wöchentlichen Blättern zum Unterrichten und zur Erbauung gemeiner Christen, die als Oktavheftchen im Jahr 1770 erschienen, deutlich:

„Leute von guten Einsichten und Stand bekommen immer so viel schönes zu lesen. Sie werden durch witzige Schriften ergötzet. Mann liefert ihnen die Lehren der Vernunft und des Glaubens in verschiedenen Einkleidungen. Sie können die Auslegungen der Schrift in eine lieblichen Ton lesen und sich erbauen und ergötzen zugleich. Und der gemeine Mann soll nichts haben? Dieß scheint uns höchst ungerecht zu seyn. Es ist kein Wunder, daß er so unwissend ist, da man so wenig an ihm und für ihn arbeitet. [...] Man muß immer in der sinnlichen Welt bleiben, die Sachen auf die begreiflichste Weise vorstellen und die Sprach des Volkes reden. Man muß sich befleißigen, so zu schreiben, daß es ein ungebildeter Ackermann so gut versteht, als ein wohlgezogener Burger. Von den Sachen, welche man sie lehren will, müssen sie glauben, daß sie in ihre Sphäre taugen, sie nahe angehen und eine Verbindung mit ihren täglichen Geschäften haben. Es muß daher ausgekundschaftet seyn, was sie gerne wissen möchten; oder man muß das Unbekannte so einkleiden, daß sie leicht merken, wie nöthig und schicklich es für sie sey. Sonst legen sie das Buch weg und bereuen die Ausgaben dafür.“

In den Oettingischen Geschichts-Almanachen, die 1783 erschienen, beschäftigte sich Schäblen auch mit der Geschichte der Grafschaft und des Fürstentums Oettingen in Form von Kurzbiographien, Ereignissen und Kuriosa. Diese Almanachen wurden ab 1798 um einen Geschichtskalender ergänzt. Aber auch in der Oettingischen Zeitschrift von 1786 widmet sich Schäblen lokalhistorischen Kontexten.

## Werke
(Auswahl)
- De tropo paideias sine detrimento veritatis in Theologia vario. Altdorf 1765.[5] (Dissertation)
- Wöchentliche Blätter zum Unterrichten und zur Erbauung gemeiner Christen. Oettingen 1770.[5]
- Oettingischer Geschichts-Almanach. Verlag einer kleinen Armencasse, Oettingen 1783 (google.de).

## Gedenktafel
An seinem Geburtshaus in der Donauwörther Straße in Harburg erinnert eine Gedenktafel an Georg Jakob Schäblen.